# الغواصة الألمانية فئة يو151
يو 151 غواصة من فئة من الغواصات الكبيرة بعيدة المدى التي تم إنشاؤها في البداية خلال الحرب العالمية الأولى لتكون غواصات تجارية واستخدمت لاحقًا في البحرية الإمبراطورية الألمانية.

## خلفية
في 16 ديسمبر 1916، تم الاستيلاء على أربعة غواصات تحت الإنشاء في احواض Reiherstieg وفلنسبرجر بواسطة البحرية وتم تحويلها إلى غواصات بمواصفات عسكرية مثل غواصات تايب يو-151، وتم تعيين يو-151 إلى يو-154. دخلت الغواصتين المتبقيتان مع دويتشلاند التي أصبحت الغواصة يو-155، التي دخلت تحت السيطرة البحرية في فبراير 1917، مثل غواصات يو-156 و يو-157. 
تم تزويد جميع الغواصات بأنبوبين طوربيد واستطاعو حمل 18 طوربيد، باستثناء دويتشلاند السابقة، التي كانت مزودة بستة أنابيب. كانوا جميعا مسلحين بانبوبين طوربيد من عيار 15 سنتيمتر (5.9 بوصة) 15 سم أس كيه أل/45 بنادق سطح، وحملت على متنها طاقم من 56. وصل مداهم العملياتي إلى 25,000 ميل بحري (46,000 كـم؛ 29,000 ميل) .

## الخدمة
قامت دويتشلاند برحلتين تجاريتين ناجحتين قبل بدء تشغيلها في كايزرليش مارين في 17 فبراير 1917 تحت اسم يو-155.
قاد ماكس فالنتاينر الغواصة يو 151 من فئة U ، يو-157، وقام بأطول رحلة بحرية في الحرب من 27 نوفمبر 1917 إلى 15 أبريل 1918، أي ما مجموعه 139 يومًا.

## قائمة غواصات تايب يو 151
وقد تم بناء سبعة أنواع من ي 151، منها ستة كلف في البحرية الإمبراطورية الألمانية. 
- - يو-151
  - يو-152
  - يو-153
  - يو-154
- يو-155, الغواصة التجارية السابقة دويتشلاند
- يو-156, من المحتمل خسارتها بلغم في سبتمبر 1918
- يو-157

## قائمة المراجع
- Gröner، Erich؛ Jung، Dieter؛ Maass، Martin (1991). U-boats and Mine Warfare Vessels. London: Conway Maritime Press. ج. 2. ISBN:0-85177-593-4. {{استشهاد بكتاب}}: تجاهل المحلل الوسيط |عمل= (مساعدة)

## روابط خارجية
- Helgason, Guðmundur. "WWI U-boat Types: Type U 151". German and Austrian U-boats of World War I - Kaiserliche Marine - Uboat.net. Retrieved 17 April 2007.